# Siatkówka na siedząco na Letnich Igrzyskach Paraolimpijskich 2000
Siatkówka na siedząco na Letnich Igrzyskach Paraolimpijskich 2000 w Sydney rozgrywane były w dwóch odmianach: siedzącej i stojącej. W siatkarskim turnieju paraolimpijskich rywalizowały tylko reprezentacje męskie. W turnieju siatkówki stojącej rywalizowało osiem narodowych reprezentacji, natomiast do turnieju siatkówki siedzącej zakwalifikowało się dwanaście reprezentacji.

## Medaliści
| Konkurencja                       | Złoto | Srebro | Brąz |
| Siatkówka na stojąco (szczegóły)  | Niemcy · Pavo Grgic · Marian Warda · Daniel Volkland · Stefan Drabold · Manfred Kohl · Elmar Sommer · Jens Altmann · Bernd Heinrich · Oliver Mueller · Oliver Gutfleisch · Bernard Schmidl · Timo Hager        | Kanada · Neil Johnson · Geoff Hammond · John Przybyszewski · Jose Rebelo · Joey Stabner · Tony Quarin · Wayne Epp · Chris Rodway · Larry Matthews · Jason Migchels · Mikael Bartholdy · Lawrence Flynn                | Słowacja · Jaroslav Makovnik · Peter Nadasky · Peter Meszaros · Pavol Pavlacic · Richard Kovac · Peter Moravcik · Andrej Marcin · Josef Mihalco · Lubomir Novosad · Juraj Kosirel · Marek Tomsik · Pavol Sedlak |
| Siatkówka na siedząco (szczegóły) | Iran · Ali Eshghi · Hojjat Behravan · Ali Akbar Salavatian · Parviz Firouzi · Issa Zirahi · Jalil Imeri · Farshid Ashouri · Ali Golkar · Majid Soleimani · Ali Kashfia · Reza Peidayesh · Mohammad Reza Rahimi | Bośnia i Hercegowina · Dževad Hamzić · Nedžad Salkić · Abid Čišija · Sabahudin Delalić · Nevzet Alić · Zikret Mahmić · Fikret Čaušević · Asim Medić · Edin Ibraković · Ševko Nuhanović · Adnan Manko · Ismet Godinjak | Finlandia · Veli-Matti Tuominen · Matti Pulli · Olavi Venalainen · Aulis Vistbacka · Lauri Melanen · Sami Tervo · Petri Kapiainen · Jukka Laine · Jari Heino · Keijo Hanninen · Allan Pynnonen                  |

### Tabela medalowa
| Miejsce | Państwo              | Złoto | Srebro | Brąz | Razem |
| ------- | -------------------- | ----- | ------ | ---- | ----- |
| 1       | Niemcy               | 1     | 0      | 0    | 1     |
| 1       | Iran                 | 1     | 0      | 0    | 1     |
| 3       | Bośnia i Hercegowina | 0     | 1      | 0    | 1     |
| 3       | Kanada               | 0     | 1      | 0    | 1     |
| 5       | Finlandia            | 0     | 0      | 1    | 1     |
| 5       | Słowacja             | 0     | 0      | 1    | 1     |
|         | Razem                | 2     | 2      | 2    | 6     |